# Parc de Nogawa
Ouvert au public le 1er juin 1980, le parc Nogawa (野川公園, Nogawa kōen) se trouve à Nomizu, dans la ville de Chōfu à Tokyo.
D'une superficie de 399 763,78 m2, le terrain a été acheté en 1974 à l'université chrétienne internationale qui s'en servait auparavant comme parcours de golf.
Le parc est bordé au nord par l'université chrétienne internationale, et entoure partiellement le campus de l'école américaine au Japon (en). Une passerelle pour piétons relie deux parties du parc séparées par une autoroute.